# Stigmella androflava
Stigmella androflava (лат.) — вид молей-малюток рода Stigmella (Nepticulinae) из семейства Nepticulidae.
Эндемик Южной Африки: ЮАР (Pretoria). Длина 3,8—4,4 мм. Грудь, брюшко и передние крылья серовато-коричневые. Задние крылья жёлтые. Усики пурпурно-серые. Биология неизвестна. Гусеницы предположительно, как и другие виды рода, питаются растениями, минируют верхнюю поверхность листьев.
В апикальной части передних крыльев развиты две жилки: R4+5 и M.